# 萬里小路家
萬里小路家（までのこうじ）是日本公家世族之一，屬於藤原北家勸修寺流。从属于近卫家为其家礼。家格爲名家。家祖是萬里小路資通。萬里小路是資通宅邸所在，因以爲姓。家紋爲竹與雀。

## 概要
該家的家業爲儒學、文筆、有職故實。從事般舟院・清涼寺・常照寺等處傳奏。江戶時代的俸祿爲三百九十石九斗餘。與攝關家之一的近衛家關係密切，是其“家禮”，即其附屬家（近衛家門流）。明治維新後封伯爵。菩提所在伏見松林院。
建長二年，萬里小路資通創立此家。資通子宣房受後醍醐天皇重用。藤房、季房兄弟在建武政權擔任要職。萬里小路時房去世後，因其子、孫皆已出家，不得不從勸修寺家過繼，是為萬里小路賢房。賢房以後兩代與皇室結親，家門達到鼎盛。賢房之女榮子是正親町天皇之母。該家在江戶時代歷任武家傳奏，在幕府、朝廷間起到重用作用。幕末，萬里小路博房作為攘夷派活躍於政壇，其子萬里小路通房在戊辰戰爭中因軍功受賜永世賞典祿一百石。